# Kolonia Poczesna
Kolonia Poczesna – wieś w Polsce położona w województwie śląskim, w powiecie częstochowskim, w gminie Poczesna. Siedziba sołectwa. W latach 1975–1998 miejscowość administracyjnie należała do województwa częstochowskiego.

## Położenie
Kolonia Poczesna przylega do rzeki Warty, leżąc w jej dolinie. Obszar ten objęty jest przez mezoregion Obniżenie Górnej Warty, który stanowi część Wyżyny Woźnicko-Wieluńskiej. Ta natomiast wchodzi w obszar Wyżyny Śląsko-Krakowskiej. Zlewisko Warty jest pod ochroną. Przez wieś przepływa mała rzeczka wpadająca do Warty, mająca swe źródło w okolicach Bargłów.
Miejscowość znajduje się 3 kilometry na południowy wschód od Poczesnej, przylegając do jej granic. Znajduje się 12 kilometrów na południe od Częstochowy oraz 52 km na północ od stolicy województwa śląskiego, Katowic.

## Historia
W dwudziestoleciu międzywojennym oraz powojennym wieś była siedzibą gromady, w gminie Poczesna, powiecie częstochowskim, w województwie kieleckim.
Podczas II wojny światowej zginęło 5 mieszkańców wsi- dwóch żołnierzy- uczestników wojny obronnej 1939 roku, jeden żołnierz Armii Krajowej, dwóch zostało zamordowanych przez żołnierzy niemieckich.
W latach 1954–1973 Kolonia Poczesna wchodziła w obszar gromady Poczesna, w powiecie częstochowskim, w województwie stalinogrodzkim (od 1956 r. katowickim).
Na terenie wsi znajdują się budynki użyteczności publicznej: ośrodek zdrowia, szkoła podstawowa im. G. Morcinka, przedszkole oraz remiza strażacka. Gminny Zespół Ośrodków Zdrowia znajduje się w budynku wybudowanym w 1937 roku, gdzie przed II wojną światową znajdowała się szkoła podstawowa im. Józefa Piłsudskiego. Budynek w latach 2009–2010 przeszedł generalny remont. W 1965 roku przy wsparciu przedsiębiorstwa Kopalni Rud Żelaza „Osiny” wybudowano budynek szkoły podstawowej (tzw. tysiąclatkę). W 2011 roku, po wyburzeniu starej szkoły otwarto nowy budynek. Ochotnicza Straż Pożarna w obecnym miejscu ma siedzibę od 1926 roku. Remiza została wybudowana w latach 1954–1962.
W 2008 roku miejscowość zamieszkiwały 1026 osoby. W latach 70. i 80. na dawnych polach parafialnych utworzono osiedle domów jednorodzinnych.
W 2010 roku miejscowość została nawiedzona przez powódź w wyniku wylania rzeki Warty.

### Kopalnie rud żelaza
Wieś leży w Częstochowskim Obszarze Rudonośnym. W okolicach ulic Małej i Wiśniowej znajdowały się szyby wentylacyjne kopalni rud żelaza "Ludwik" w Poczesnej działającej do lat 50. XX w. Wzdłuż ulicy Szkolnej biegła linia kolei wąskotorowej od tej kopalni do Kolonii Borek, a następnie do pieców prażalniczych w Poraju.  
W latach 1900–1901 oddano do użytku linię kolei wąskotorowej, służącą kopalniom rud żelaza. Linia biegła z miejscowości Walaszczyki do Kolonii Poczesnej przez Kopalnię Rud Żelaza Dźbów, Kuźnicę, Hutę Starą i Szyb Romuald. W 1900 roku otworzono również linię biegnącą z Liszki Dolnej 1 do Kopalni Rud Żelaza Osiny. Linia ta biegła przez miejscowości: Walaszczyki, Nowa Kuźnica, kopalnia Maria w Sobuczynie, kopalnia Włodzimierz w Hucie Starej B, Kolonia Poczesna, Kolonia Borek, Szyb Tadeusz. Obie linie zostały rozebrane w 1980 roku, z powodu zamknięcia kopalń rud żelaza.

## Parafia rzymskokatolicka
Parafianie wyznania rzymskokatolickiego podlegają parafii św. Jana Chrzciciela w Poczesnej.

## Komunikacja

### Drogi
- Częstochowa – Podwarpie
- Trzebinia – Kolonia Poczesna
- Blachownia – Kolonia Poczesna

### Linie autobusowe
- W Kolonii Poczesnej znajdują się przystanki autobusowe obsługiwane przez połączenia PKS Częstochowa: Tarnowskie Góry – Częstochowa, Katowice – Pajęczno.
- Miejscowość jest obsługiwana przez trzy linie autobusowe MPK Częstochowa: 53, 65 i 68.

Galeria
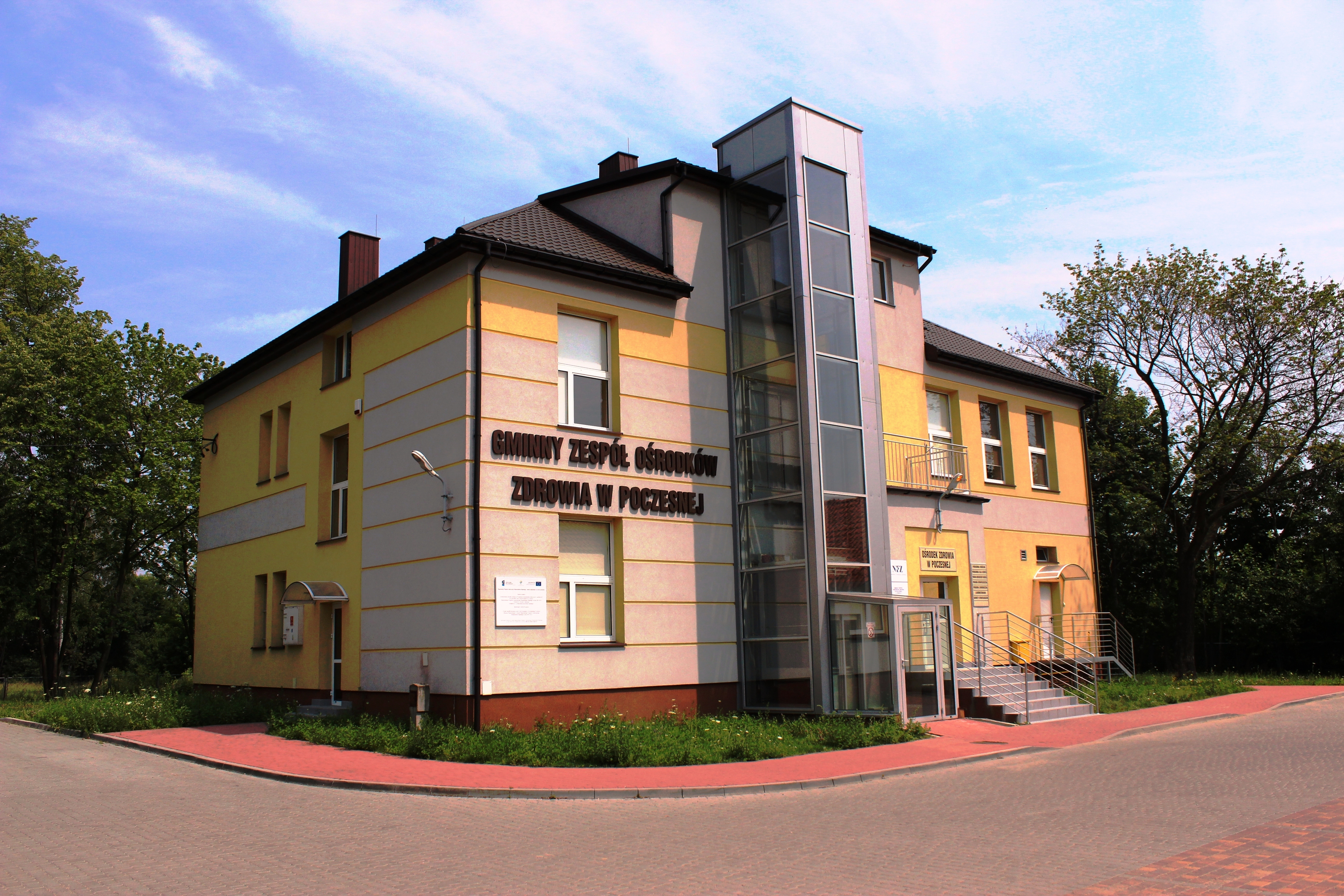
Gminny Zespół Ośrodków Zdrowia w Poczesnej
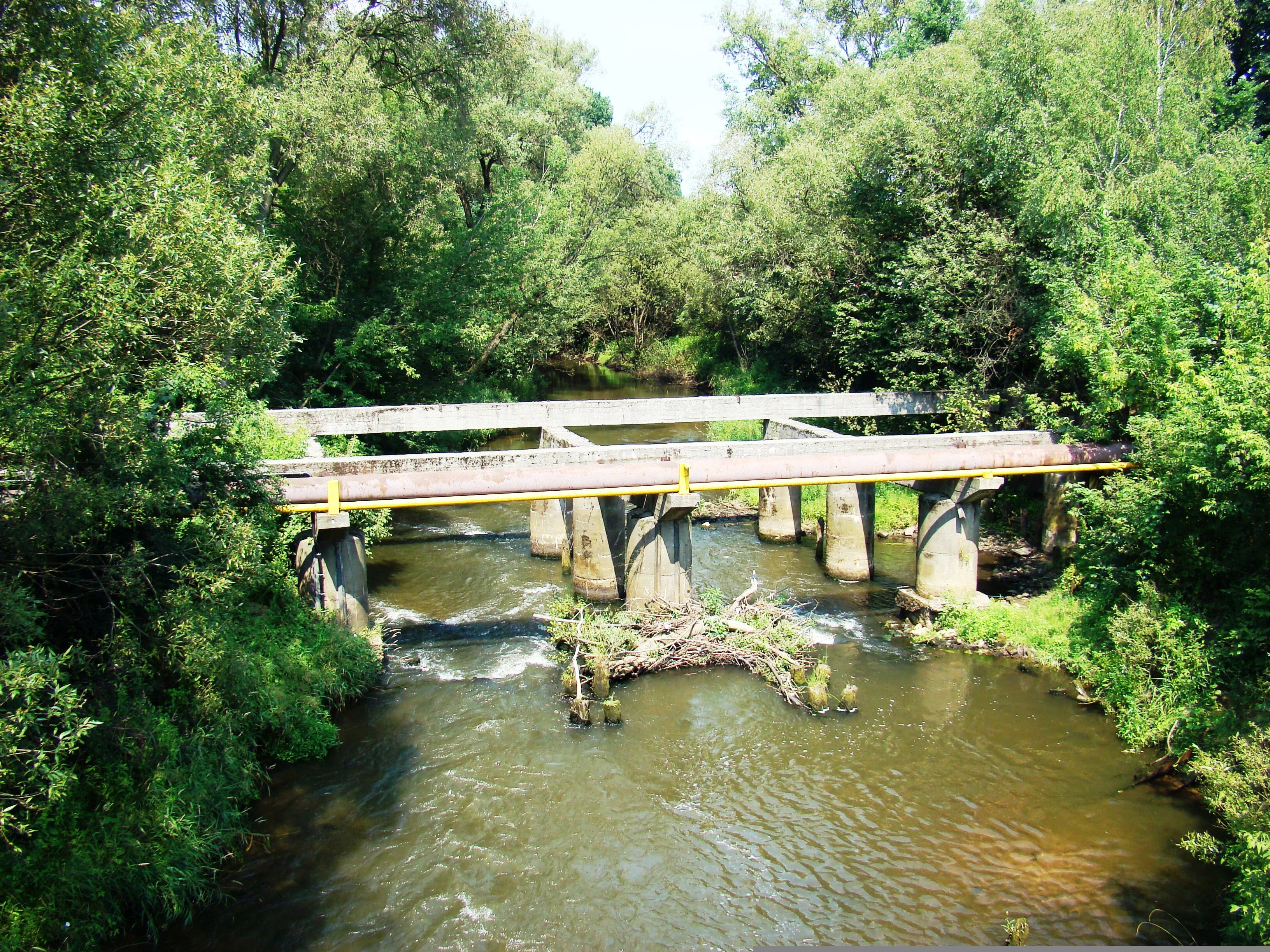
Pozostałości mostu kolei wąskotorowej nad rzeką Wartą w Kolonii Poczesnej
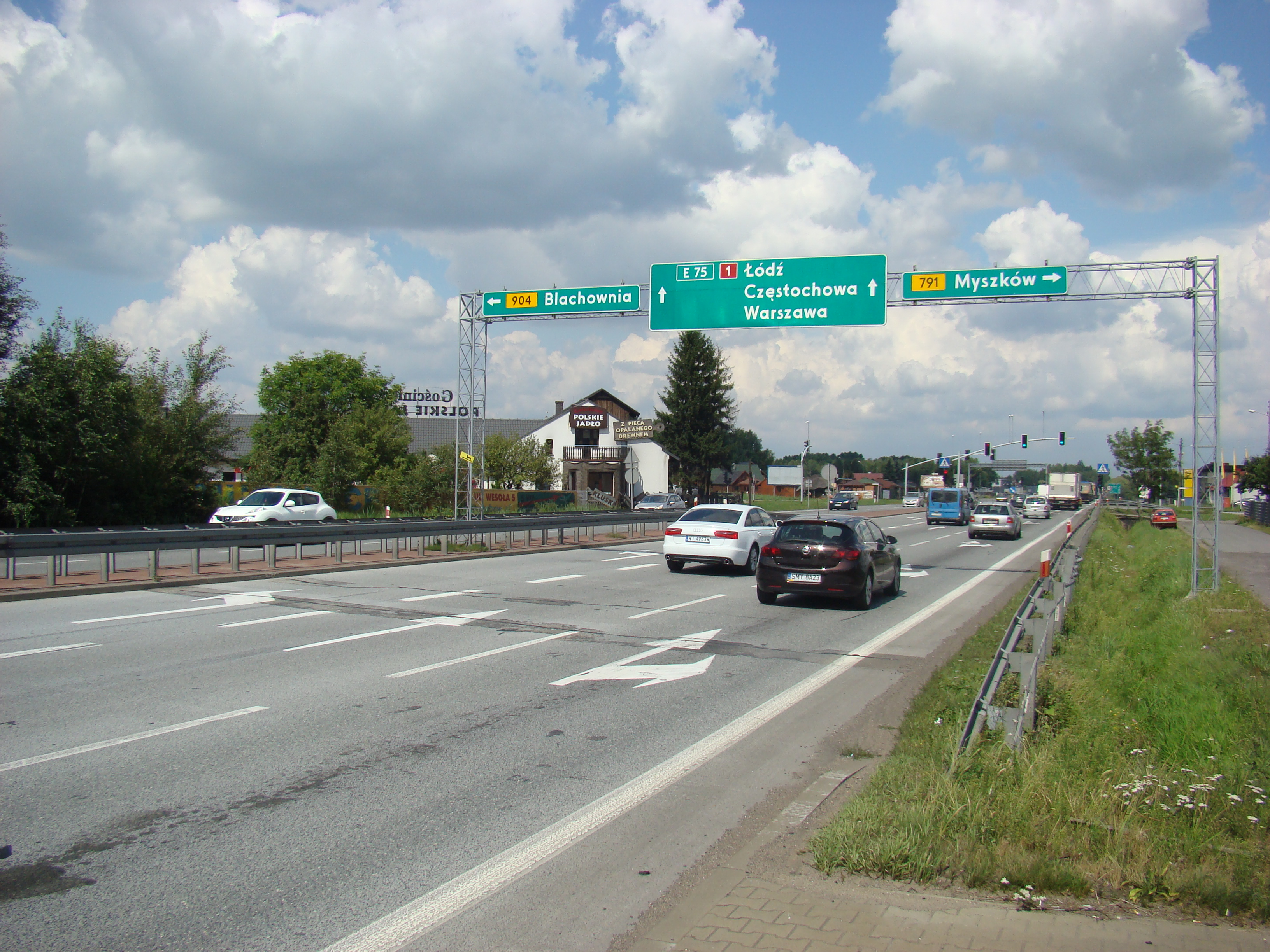
Skrzyżowanie drogi krajowej nr 91 w kierunku Częstochowy z drogami wojewódzkimi 791 i 904. W tle restauracja Polskie Jadło.
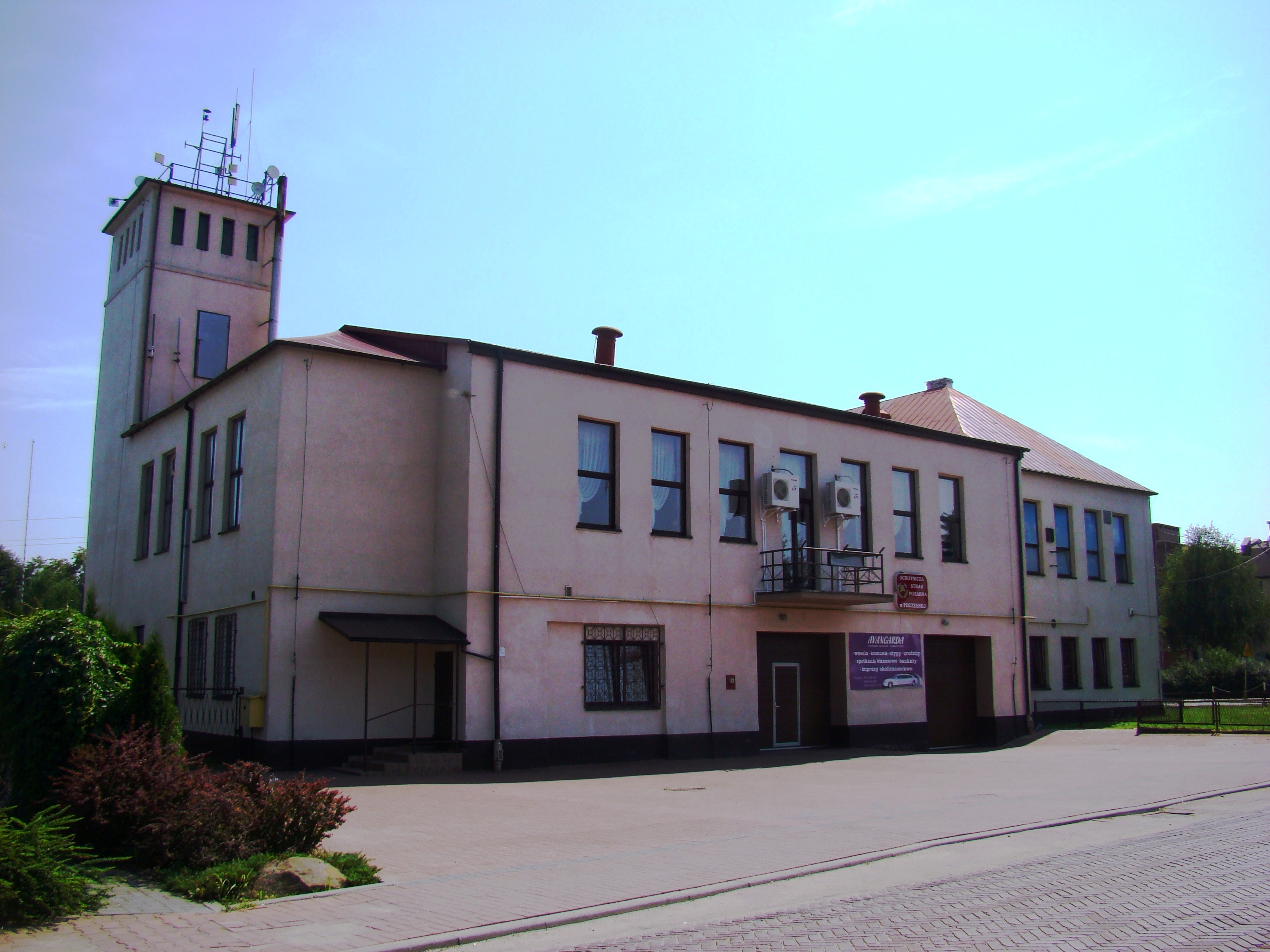
Remiza OSP w Poczesnej